# Marsaskala
Marsaskala (maltesiska: Marsaskala eller Wied il-Għajn) är en kuststad och kommun på sydöstra Malta. Staden har omkring 15 000 invånare under vinterhalvåret, men det växer kraftigt under sommaren, inte minst eftersom många malteser har sommarbostäder här.
Marsaskala har växt upp omkring den lilla hamnen i Marsaskalabukten, staden sträcker sig längs båda sidorna av bukten. Namnet kommer från orden "Marsa" som betyder "hamn" och "Sqalli" som betyder "siciliansk".
I Marsaskala finns det magnifika S:t Tomas-tornet, ett av de många torn som uppfördes av Malteserorden.

## Galleri

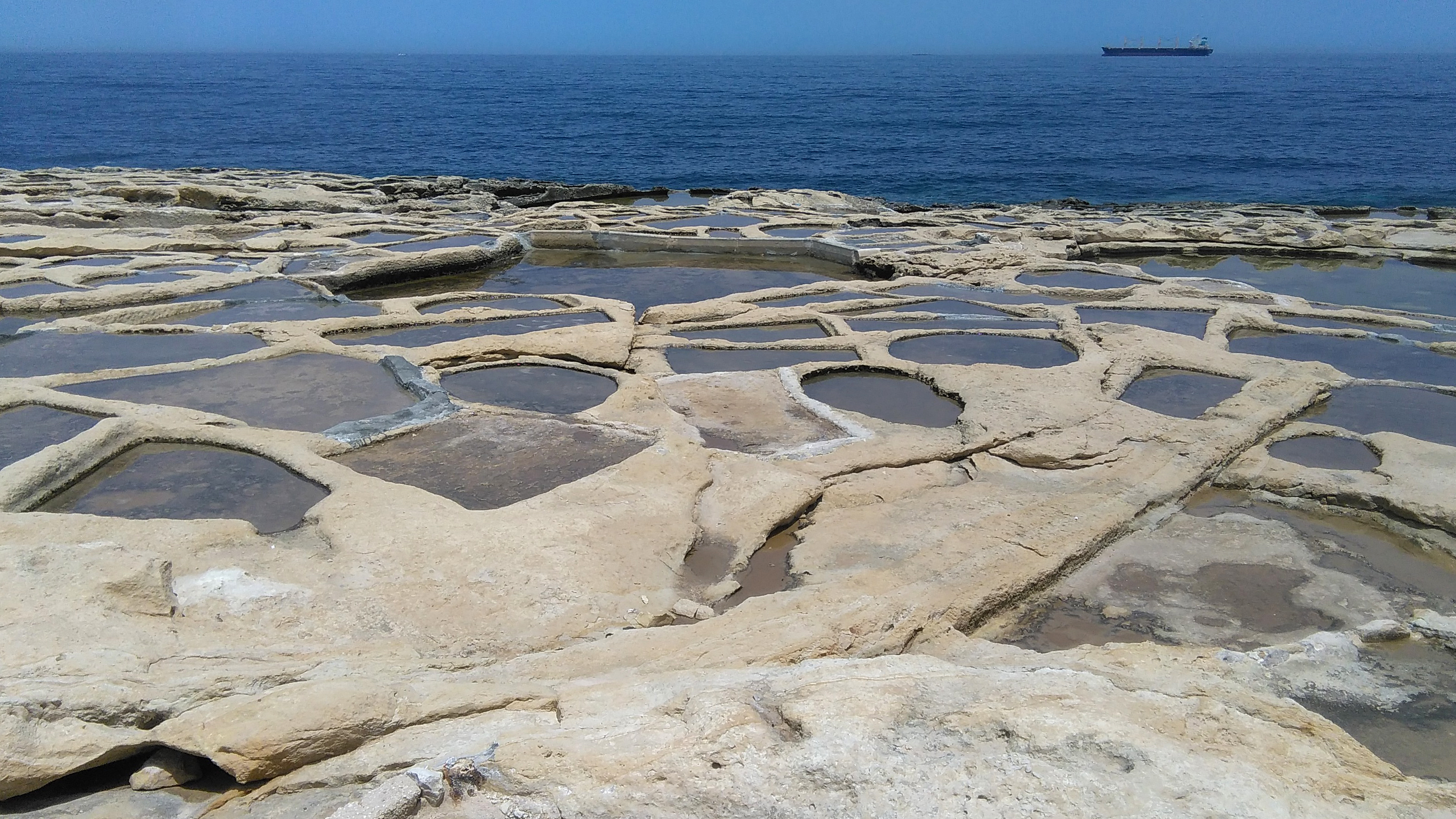
Saltpannor i Marsaskala.
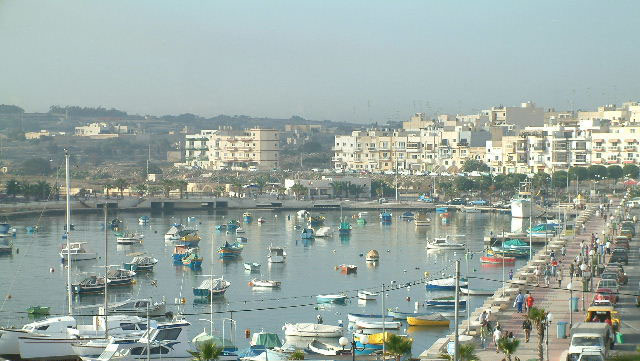
Hamnen i Marsaskala.
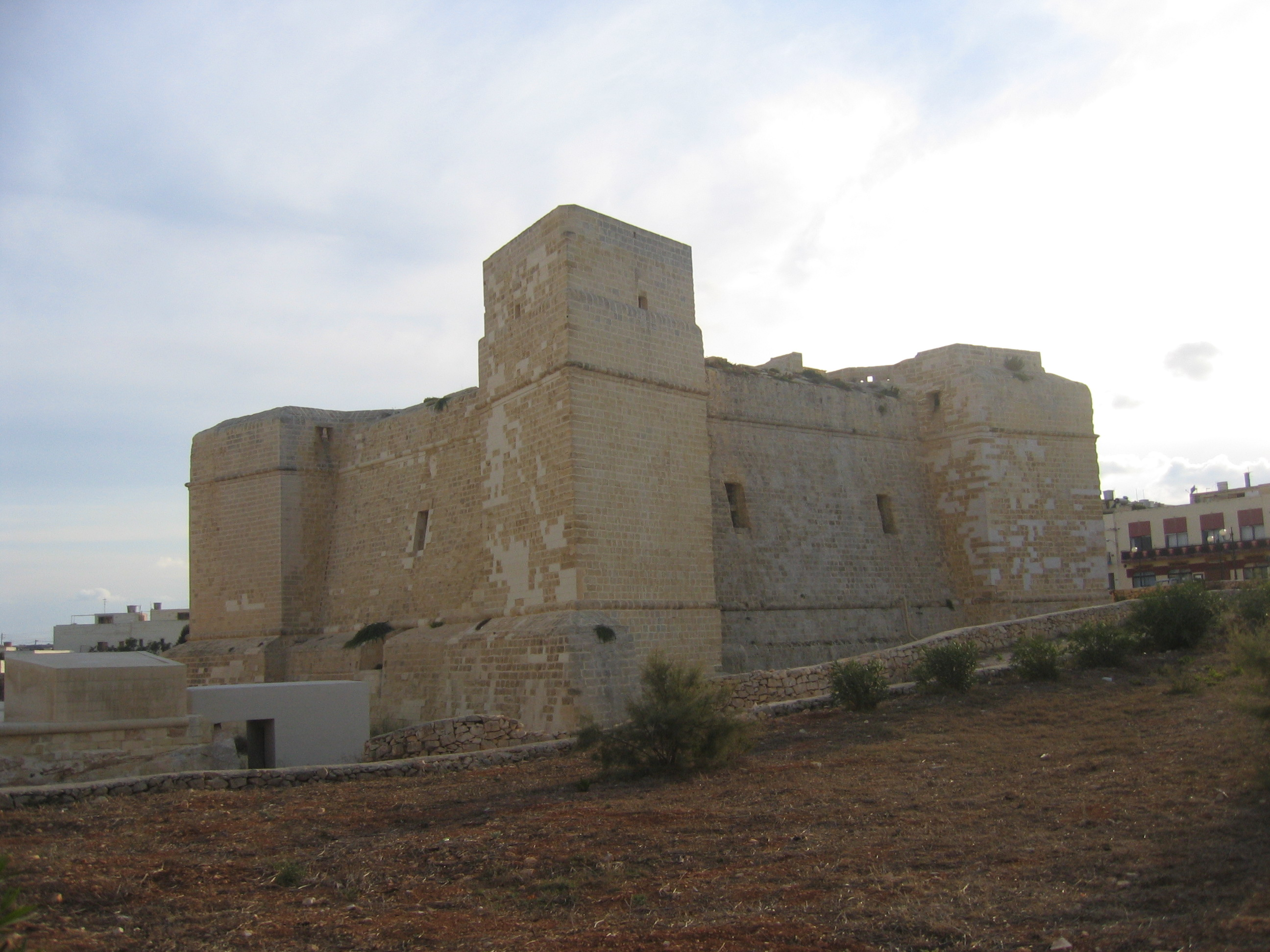
Sankt Tomas torn.